# Liste der Baudenkmäler im Bonner Ortsteil Pennenfeld
Die folgende Liste enthält in der Denkmalliste ausgewiesene Baudenkmäler auf dem Gebiet des Bonner Ortsteils Pennenfeld im Stadtbezirk Bad Godesberg.
Hinweis: Die Reihenfolge der Denkmäler in dieser Liste orientiert sich an den Straßennamen und ist alternativ nach Hausnummern, Denkmallistennummer oder Bezeichnung sortierbar.
Basis ist die offizielle Denkmalliste der Stadt Bonn (Stand: 15. Januar 2021), die von der Unteren Denkmalbehörde geführt wird. Grundlage für die Aufnahme in die Denkmalliste ist das Denkmalschutzgesetz Nordrhein-Westfalens.
| Bild                                       | Bezeichnung                                | Lage | Beschreibung | Bauzeit               | Eingetragen seit | Denkmal- nummer |
| ------------------------------------------ | ------------------------------------------ | --- | ------------ | --------------------- | ---------------- | --------------- |
| Bildstock II, Kreuzwegstationen Muffendorf | Bildstock II, Kreuzwegstationen Muffendorf | Deutschherrenstraße (ggü. Gringsstraße) |              |                       |                  | A 1074          |
| weitere Bilder                             | HICOG-Siedlung Muffendorf/Pennenfeld       | Koblenzer Straße 124, 126, 130, 132; Röntgenstraße 1/3, 5/7, 9/11, 13/15, 17, 19, 21, 23/25, 27 u. 20, 22, 24, 26 sowie ein Verkaufspavillon neben Nr. 19; Theodor-Heuss-Allee 19; Zanderstraße 22, 24/26 und ein Garagenhof Karte |              | 1951–1952             | 1996             | A 3190          |
| BW                                         |                                            | Koblenzer Straße 131 Karte |              |                       |                  | A 837           |
| weitere Bilder                             | Ev. „Johanneskirche“                       | Zanderstraße 51 Karte |              | 1962 (Fertigstellung) |                  | A 4096          |